# Sterrenbos (Utrecht)
Sterrenbos was een wandelpark en militair oefenterrein in de Nederlandse stad Utrecht. Vandaag de dag is het terrein bebouwd en is de naam overgebleven als straatnaam.
Het terrein bevond zich direct buiten de stadswal aan de westzijde van de stad tussen de Stadsbuitengracht (Catharijnesingel) en de Kruisvaart. Als park waren er wandelpaden in gelegen die in een stervorm waren aangebracht.
De patriottische schutters van het exercitiegenootschap Pro Patria et Libertate oefenden hier tijdens drukbezochte evenementen. Bij een van die gelegenheden werd in 1783 de oranjegezinde theoloog Hofstede in het Sterrenbos gemolesteerd. Rond die tijd was het exercitieterrein een door bomen omringd grasveld.
In 1873 werd een monumentaal hofje onder de noemer Sterrehof ter hoogte van het Sterrenbos gebouwd. Nadien verrezen nog andere bouwwerken zoals een vroeg-20e-eeuwse elektriciteitscentrale met een tramremise.

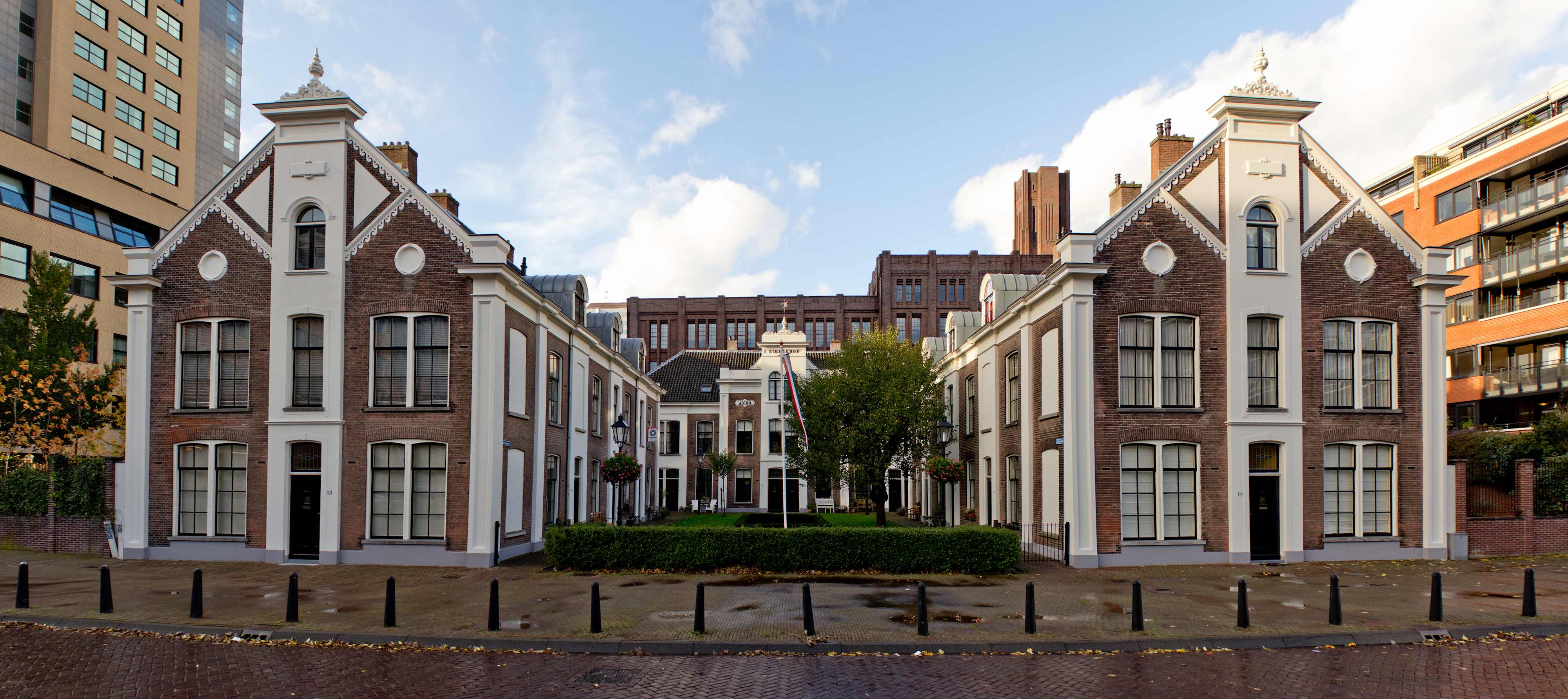
Sterrehof, een uit 1873 daterend hofje ter hoogte van het Sterrenbos.

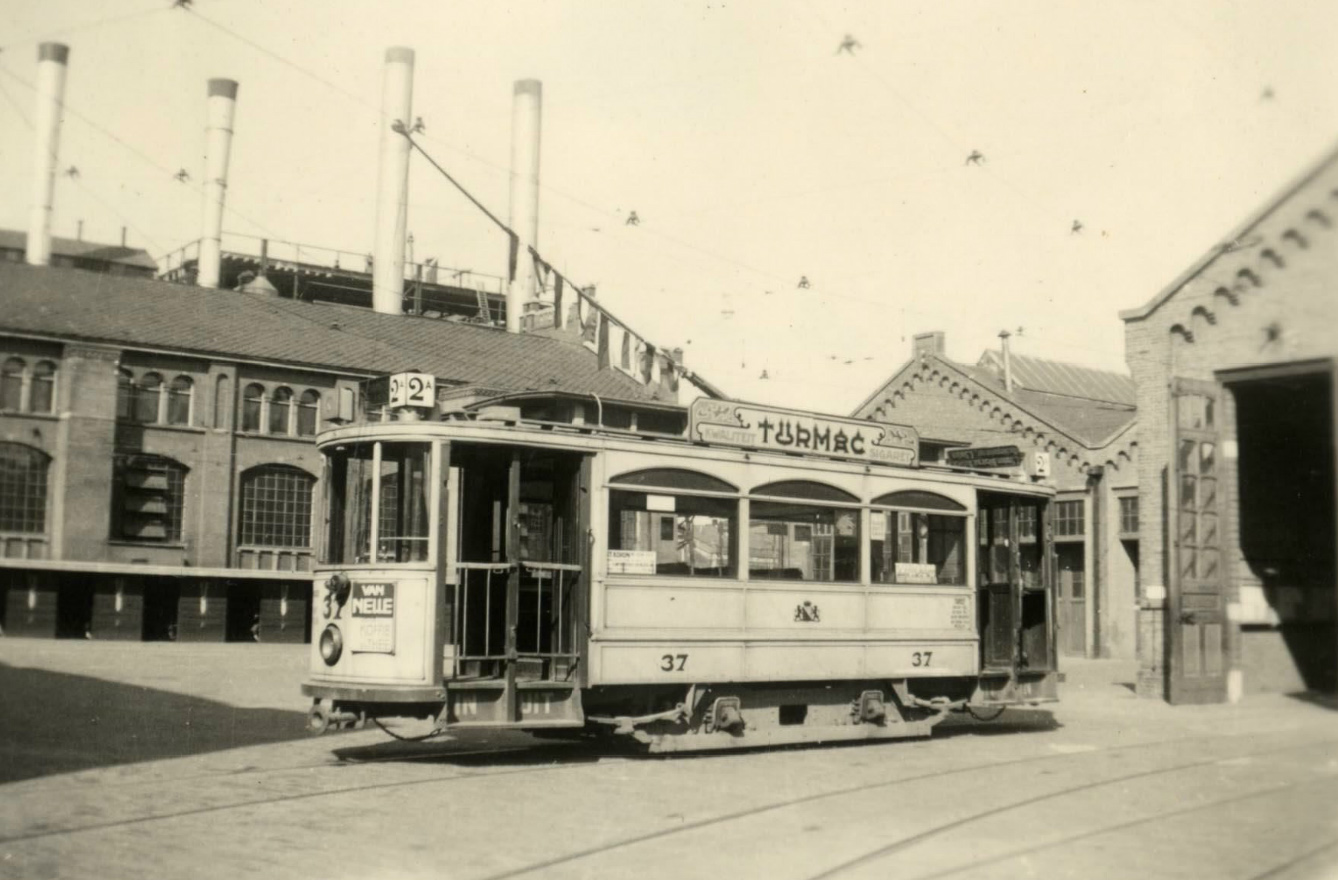
Remise van de gemeentetram met links op de achtergrond de elektriciteitscentrale.

Amaliapark · Park De Balije · Park Bloeyendael · Park de Gagel · Griftpark · Hogelandsepark · Park Hoge Weide · Julianapark · Klokkenveld · Kromme Rijnpark · Majellapark · Máximapark · Moreelsepark · Park Nieuweroord · Niftarlakepark · Noorderpark · Nynkeplantsoen · Oorsprongpark · Park Oosterspoorbaan · Oranjepark · Park De Groene Kop · Park Leeuwesteyn · Park Oog in Al · Park Transwijk · Rosarium (Oudwijk) · Sterrenbos · Park Tivoli · Van Heukelompark · Vechtzoompark · Park Voorn · Park de Watertoren · Wilhelminapark · Willem Alexanderpark · Zocherpark
In bedrijf:
Breezand ·
Havelte Oost ·
Legerplaats Harskamp ·
Leusderheide ·
Marnewaard ·
Oirschotse Heide ·
Vliehors ·
Vrachelse Heide ·
Vughterheide ·
Witterveld ·
Woensdrechtse Heide

Voormalig:
De Strubben-Kniphorstbos ·
Ermelosche Heide ·
Gorsselse Heide ·
Noordsvaarder ·
Sterrenbos